# 新宮村 (岐阜県)
新宮村（しんぐうむら）は、かつて岐阜県揖斐郡にあった村である。
現在の揖斐郡揖斐川町新宮に該当する。
当村発足時は池田郡の村であったが、後に揖斐郡の村となった。

## 歴史
- 1889年（明治22年）7月1日 - 町村制により、新宮村が発足。
- 1897年（明治30年）4月1日[2] - 郡制により、池田郡が大野郡の一部と合併して揖斐郡となる。当村は揖斐郡の所属となる。
- 1897年（明治30年）4月1日 - 小島村、上野村、上東野村、岡村、和田村、瑞岩寺村、白樫村、黒田村、市場村が合併し、改めて小島村が発足。同日新宮村は廃止。